# Zatrephes peruviana
Zatrephes peruviana är en fjärilsart som beskrevs av Rothschild 1910. Zatrephes peruviana ingår i släktet Zatrephes och familjen björnspinnare. Inga underarter finns listade i Catalogue of Life.